# Ba Đồn
Ba Đồn là một phường thuộc tỉnh Quảng Trị, Việt Nam.

## Địa lý
Phường Ba Đồn nằm ở trung tâm thị xã Ba Đồn, bên bờ sông Gianh và có vị trí địa lý:
- Phía đông giáp phường Quảng Thọ
- Phía tây giáp phường Quảng Phong
- Phía nam giáp phường Quảng Thuận
- Phía bắc giáp phường Quảng Long.

Phường Ba Đồn có diện tích 1,82 km², dân số năm 2019 là 9.138 người, mật độ dân số đạt 5.021 người/km².

## Hành chính
Phường Ba Đồn chia làm 6 khu phố đánh số từ 1 đến 6.

## Lịch sử
Địa danh Ba Đồn có từ thời Hậu Lê, khi Chúa Trịnh lập ba đồn lính ở phía bắc sông Gianh, gồm đồn Trung Thuần, đồn Phan Long và đồn Xuân Kiều.
Ngày 26 tháng 6 năm 1958, Ủy ban Hành chính Liên khu 4 ban hành Quyết định số 598/TC/CB. Theo đó, tách thôn Phan Long thuộc xã Quảng Long để thành lập thị trấn Ba Đồn, thị trấn huyện lỵ huyện Quảng Trạch.
Khi mới thành lập, thị trấn gồm 4 chòm: Long Hòa, Long Hảo, Long Thị và Long Thành.
Ngày 18 tháng 4 năm 2012, Bộ Xây dựng ban hành Quyết định số 367/QĐ-BXD về việc công nhận thị trấn Ba Đồn mở rộng (gồm thị trấn Ba Đồn, 5 xã: Quảng Long, Quảng Phong, Quảng Phúc, Quảng Thọ, Quảng Thuận và thôn Xuân Kiều, xã Quảng Xuân) là đô thị loại IV.
Ngày 20 tháng 12 năm 2013, Chính phủ ban hành Nghị quyết số 125/NQ-CP. Theo đó, tách thị trấn Ba Đồn và 15 xã phía nam huyện Quảng Trạch để thành lập thị xã Ba Đồn, đồng thời thành lập phường Ba Đồn trên cơ sở toàn bộ 200,81 ha diện tích tự nhiên và 10.357 người của thị trấn Ba Đồn.
Ngày 16 tháng 6 năm 2025, Ủy ban Thường vụ Quốc hội ban hành Nghị quyết số 1680/NQ-UBTVQH15 về việc sắp xếp các đơn vị hành chính cấp xã của tỉnh Quảng Trị năm 2025. Theo đó, sắp xếp toàn bộ diện tích tự nhiên, quy mô dân số của các phường Quảng Phong, phường Quảng Long, phường Ba Đồn, xã Quảng Hải thành phường mới có tên gọi là phường Ba Đồn.

## Văn hóa
Ba Đồn nổi tiếng với nghề làm nón, vẫn được duy trì và tồn tại đến ngày nay. Dân gian có câu:
| “             | Nón Ba Đồn, Xôn xao Đức Thọ. | ” |
| — Vè dân gian |                              |   |

Ngoài ra, trên địa bàn phường có chợ Ba Đồn là một trong những chợ cổ nhất của tỉnh Quảng Bình. Thị trấn Ba Đồn trước đây có chợ phiên nổi tiếng khắp vùng Bắc Trung Bộ.

## Hình ảnh

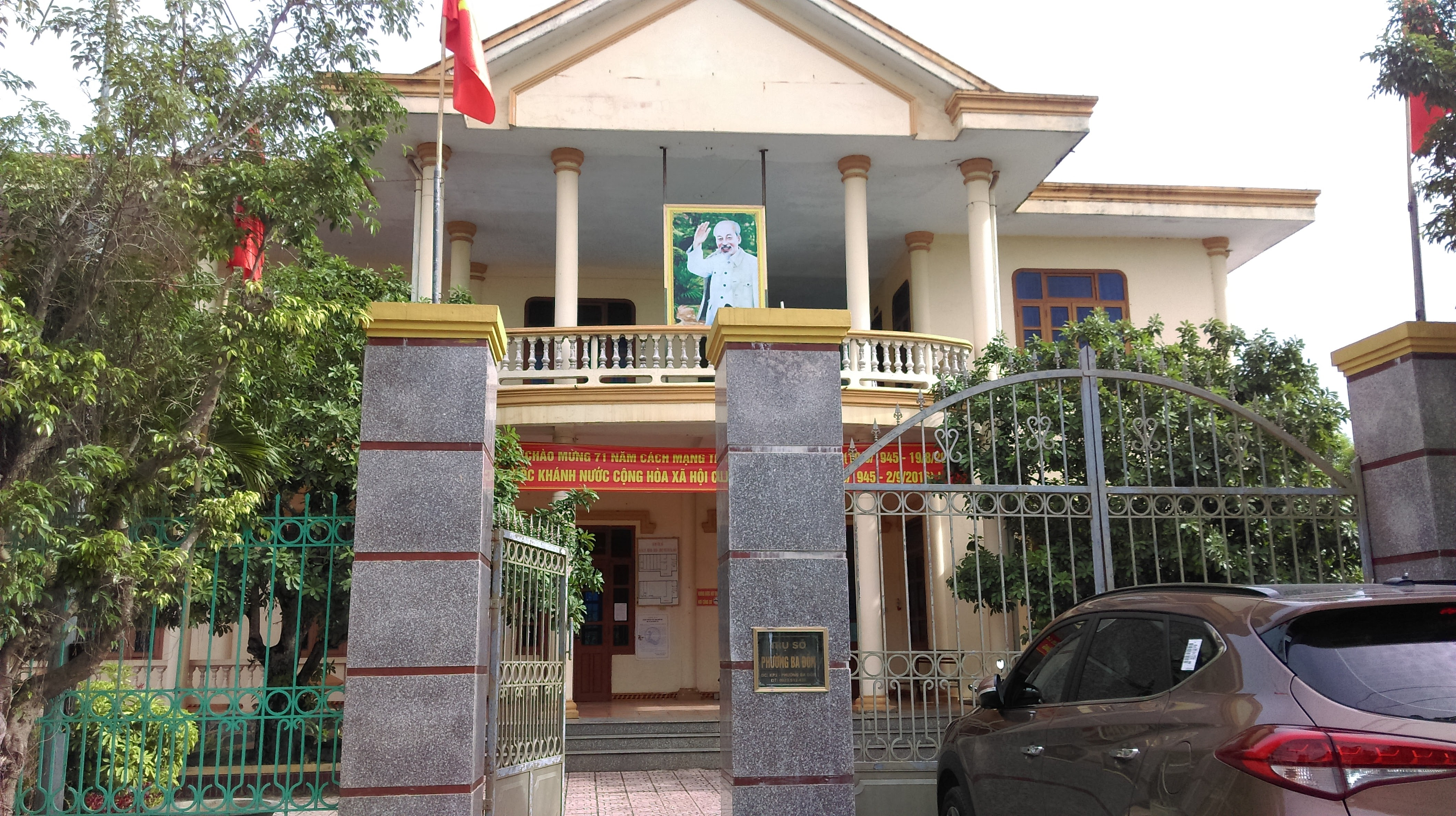
UBND phường Ba Đồn
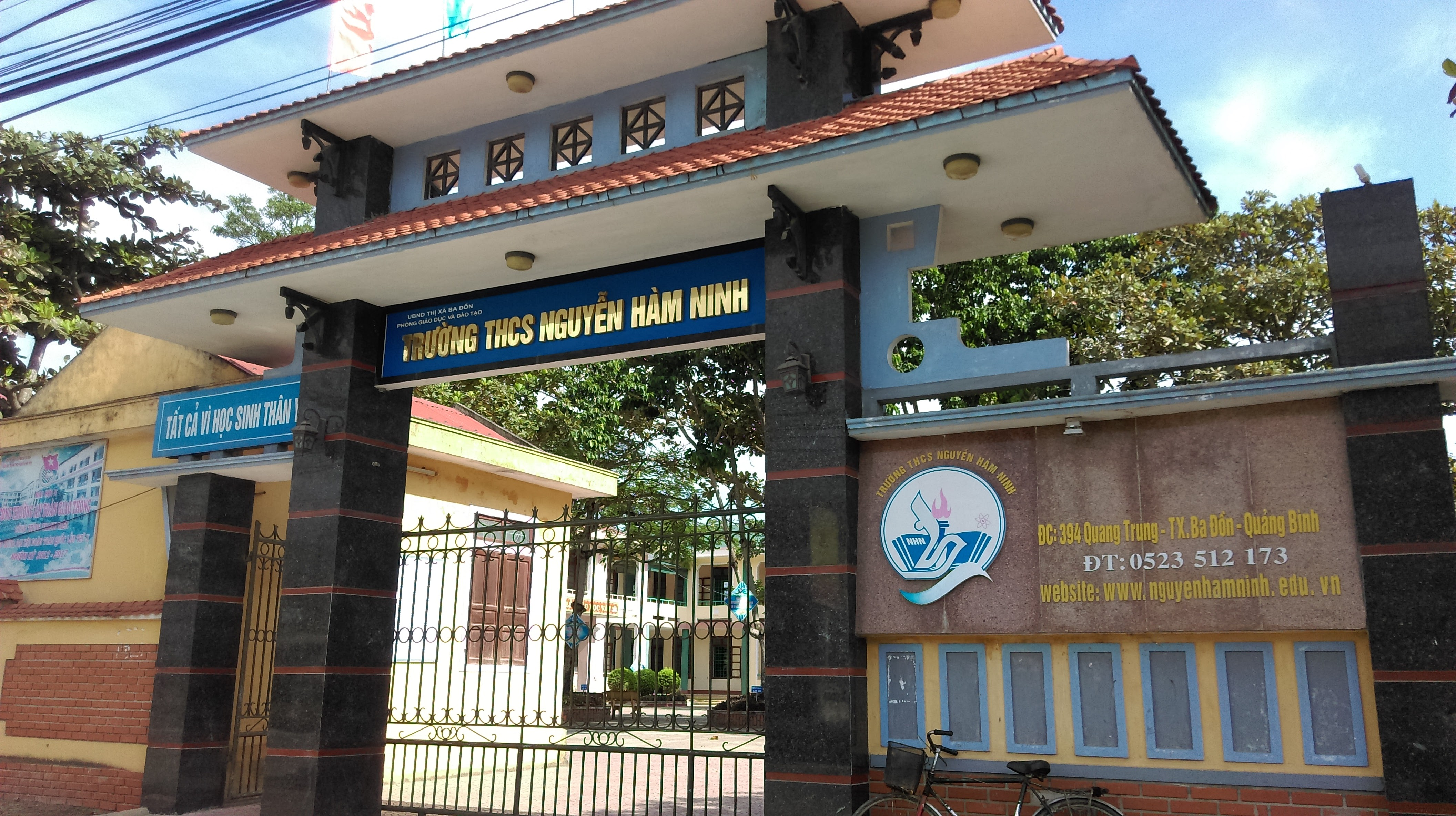
Trường THCS Nguyễn Hàm Ninh
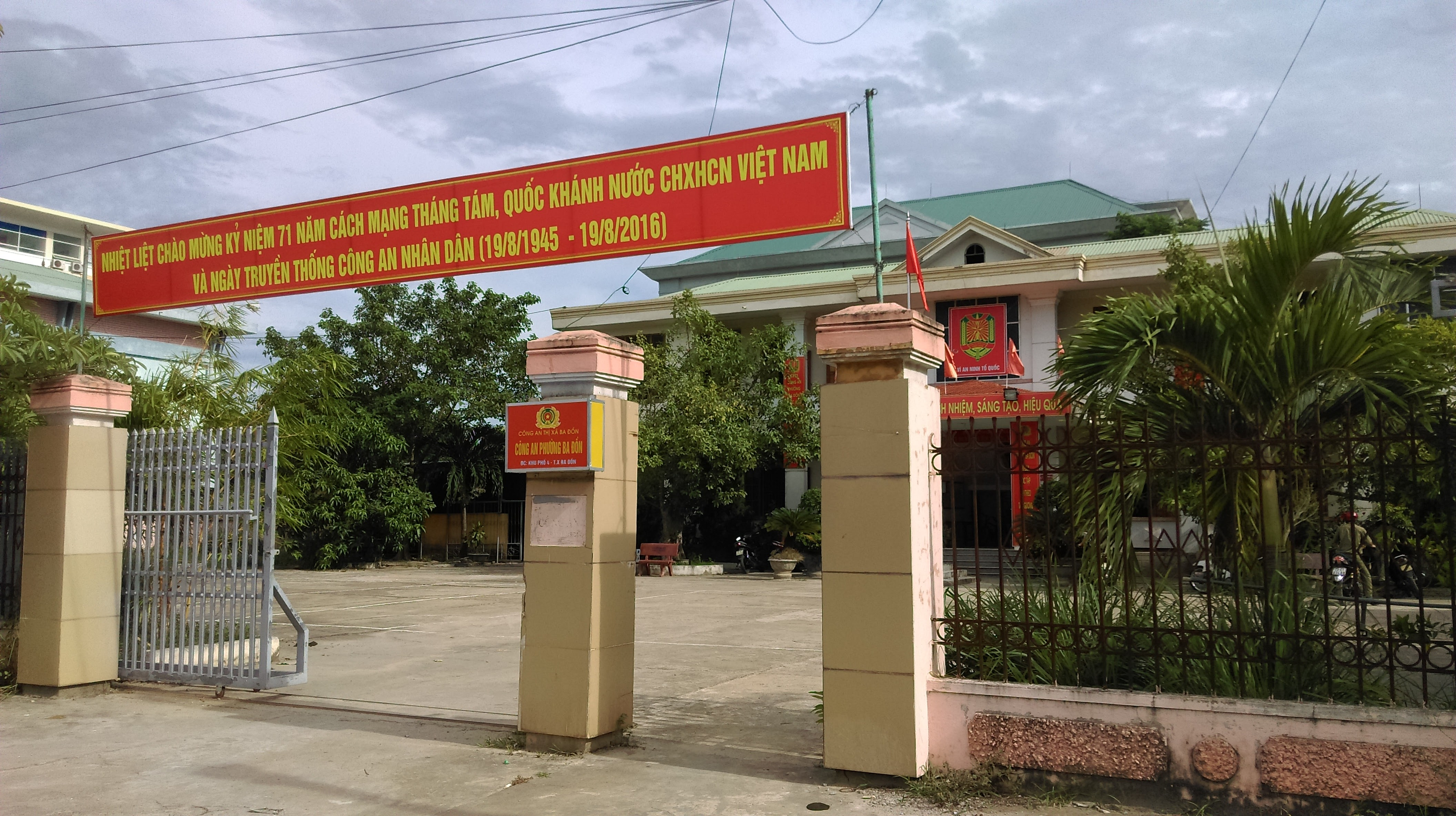
Công an phường Ba Đồn
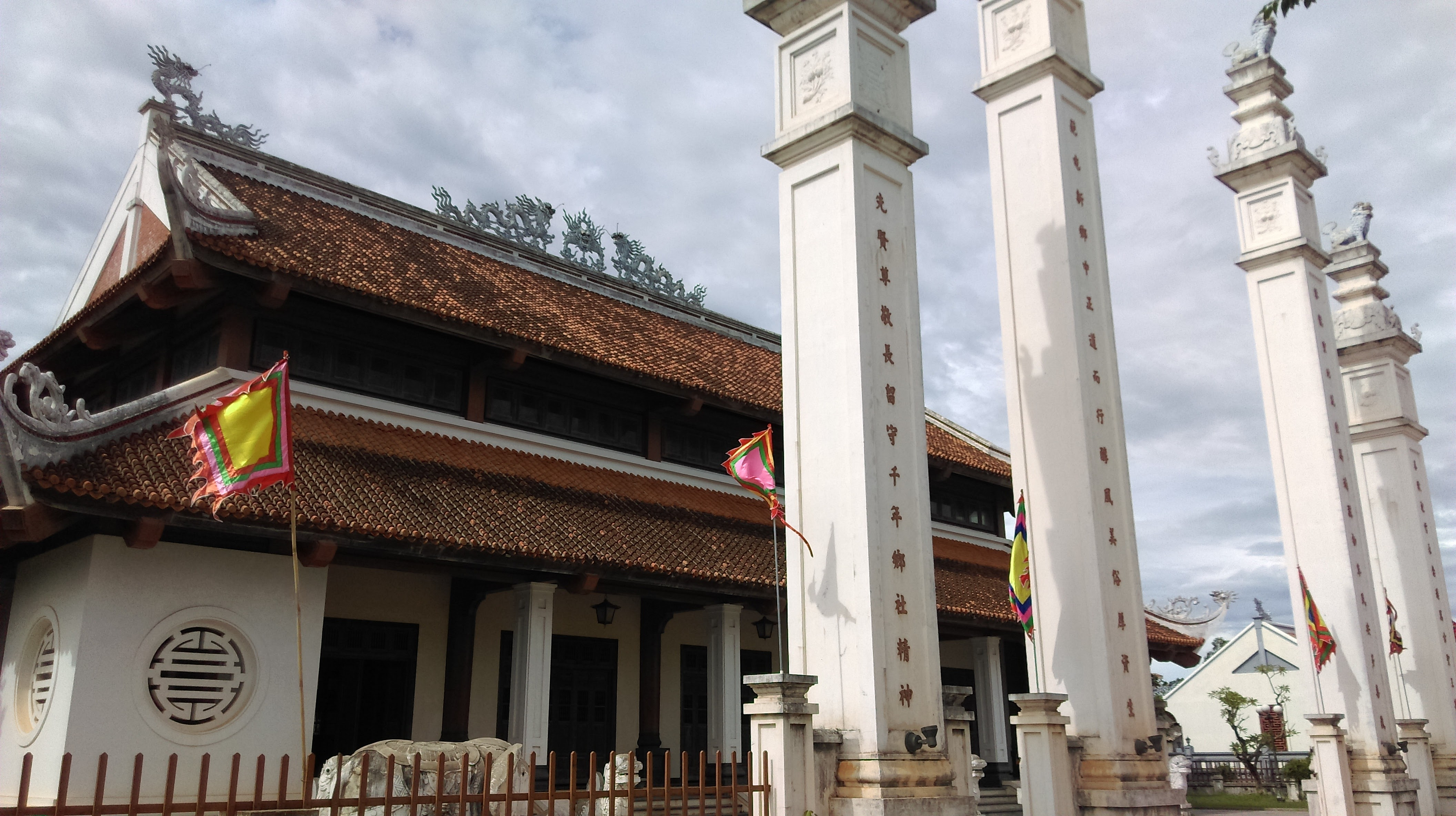
Đình làng Ba Đồn